# Éventration (médecine)
Pour la pratique japonaise, voir Éventration.
Une éventration est une hernie abdominale développée sur un orifice acquis : une cicatrice chirurgicale le plus souvent. Comme une hernie, elle peut s'étrangler. Ce risque de complication justifie son traitement chirurgical.

## Définition
Une éventration est l'extériorisation dans le tissu sous-cutané d'un sac péritonéal et de son contenu (épiploon, intestin), par un orifice de la paroi abdominale. Ce dernier est acquis : cicatrice chirurgicale, post-traumatique, etc.
Cette éventration a les mêmes caractéristiques qu'une hernie : non douloureuse, réductible, expansive à l'effort, impulsive à la toux. On repère la cicatrice qui va avec.
Elle peut devenir douloureuse, s'engouer (devenir difficilement réductible), voire s'étrangler (devenir irréductible : si elle contient du tube digestif, le transit va s'arrêter et le patient se mettre en occlusion intestinale). Puis le tube digestif peut se nécroser, donnant une péritonite.

## Statistiques
La prévalence est inférieure à 10 % après une laparotomie importante.
Chaque année, 100,000 interventions pour réparation sont effectuées aux États-Unis.

## Facteurs favorisants
L'infection de la cicatrice reste le facteur de risque principal. Tous les facteurs pouvant augmenter transitoirement ou durablement la pression intra-abdominale telles que toux répétée, vomissements, occlusion intestinale prolongée ou obésité, favorisent la survenue d'une éventration.
Une chirurgie réparatrice d'un anévrisme de l'aorte abdominale augmente sensiblement le risque de cette complication,. La présence d'une maladie du tissu élastique, tels qu'un syndrome d'Ehlers-Danlos ou atteignant le collagène, est également un facteur de risque.
Elle est plus fréquente après une laparotomie médiane (compliquant moins de 5 % de ces dernières) ou transverse.

## Diagnostic
Le diagnostic est avant tout porté à l'examen clinique du patient.
Il consulte pour une tuméfaction abdominale, qui disparaît au repos, et grossit à la toux, ou lors de l'effort prolongé. Le patient peut entendre des gargouillis digestifs quand il rentre cette "boule". Elle peut devenir douloureuse, témoignant d'une complication.
À l'examen, on retrouve, sur le trajet ou à proximité d'une cicatrice chirurgicale, une tuméfaction, réductible, et impulsive à la toux. On détermine le volume du sac d'éventration, et on palpe l'orifice musculaire. On recherche d'autres éventrations le long de la cicatrice. On recherche des causes pulmonaires, digestives, ou urinaires facilitantes.
Parfois, sur un abdomen très remanié, après des interventions multiples, ou lors d'une obésité morbide, l'examen clinique peut être difficile. Un scanner peut alors être utile, pour étudier le défect musculaire, et la qualité de la paroi abdominale non éventrée, dont dépendra le traitement.
L'éventration peut être compliquée : la masse palpable est alors irréductible, dure, sensible. La notion d'une réductibilité ancienne, la présence d'une cicatrice, doivent faire évoquer le diagnostic. L'intervention chirurgicale doit alors être proposée en urgence.

## Traitement
Le seul traitement curatif est chirurgical. Il n'est pas toujours nécessaire.

### Traitement médical
Si le patient présente des tares respiratoires ou cardiaques importantes, une intervention peut ne pas être supportée. Dans ce cas il faudra proposer des traitements médicaux pour éviter l'aggravation de l'éventration : régulariser le transit intestinal pour éviter les efforts de poussée abdominale, éviter les bronchites aiguës l'hiver, traiter un prostatisme. Par ailleurs on peut proposer des ceintures de maintien abdominal, dans la journée, pour soutenir la paroi abdominale (mais le port de telles ceintures ne doit pas être permanent, pouvant aboutir à une atrophie musculaire).

### Traitement chirurgical
La voie d'abord peut-être une laparotomie. L'intervention peut être faite également par cœlioscopie (l'abord cœlioscopique peut être gêné par les antécédents chirurgicaux. Par ailleurs, l'avantage esthétique est ici plus faible qu'ailleurs, puisqu'une cicatrice existe déjà).
Différentes techniques sont possibles :
- Sutures aponévrotiques ou raphies : uniquement en cas de très petite éventration, ou d'éventration non symptomatique "de rencontre" traitée en même temps qu'une chirurgie intra-abdominale. Elle peut être faite en cas d'étranglement avec contamination par du liquide digestif.
- Plastie aponévrotique : plusieurs méthodes permettent de rapprocher des bords aponévrotiques très éloignés, dans un contexte d'urgence, ou d'infection (retournement aponévrotique, courtes incisions de l'aponévrose antérieure, ...). Le risque de ces techniques sans prothèse est leur taux très important de récidive.
- Prothèses pariétales, uniquement quand il n'y a pas de risque infectieux. Les prothèses proposées sont le plus souvent des treillis. Elles peuvent être placées dans les différents plans de la paroi : intra-péritonéal, prépéritonéal, préaponévrotique rétro-musculaire ou sous-cutané en fonction des conditions locales, et des antécédents des patients.

### Complications
L'infection de prothèse est rare, mais handicapant. Il faut parfois attendre 6 mois, pour proposer une chirurgie de retrait de la plaque : le socle de cicatrisation alors réalisé permet d'éviter une récidive de l'éventration.
La survenue d'un hématome est assez fréquent, car pour bien traiter l'éventration, il faut bien décoller les muscles. Cette complication est le plus souvent sans gravité.
La récidive est assez fréquente, surtout si on n'a pas pu mettre de prothèse.
La survenue d'une plaie digestive ou vasculaire reste exceptionnelle.

## Prévention
Le développement de la cœlioscopie a diminué la fréquence des éventrations.
L'utilisation de fils résorbables ou de points plus serrés (moins d'espace entre deux points de suture) pourrait diminuer le risque de cette complication.
Quelques chirurgies restent toutefois à risque : en milieu infectieux, lors d'une péritonite, d'une grosse appendicite, ou d'une fermeture de stomie digestive ou chez un patient très dénutri, lors d'un problème œsophagien ou pancréatique. En plus des précautions lors de la fermeture de la paroi, on pourra proposer le port d'une ceinture de maintien abdominal.

## Dans la culture populaire
Sara de Koh-Lanta est un exemple de personnes ayant eu cette complication à la suite d'une épreuve durant laquelle elle s'est trop donnée et a fini par se blesser.

## [12]Notes et références
1. 1 2 3  Bucknall TE, Cox PJ, Ellis H, Burst abdomen and incisional hernia: a prospective study of 1129 major laparotomies, BMJ, 1982;284:931-3
2. ↑  Sanders DL, Kingsnorth AN, The modern management of incisional hernias, BMJ, 2012;344.e2843
3. ↑  Makela JT, Kiviniemi H, Juvonen T, Laitinen S, Factors influencing wound dehiscence after midline laparotomy, Am J Surg, 1995;170:387-90
4. ↑  Stevick CA, Long JB, Jamasbi B, Nash M, Ventral hernia following abdominal aortic reconstruction, Am Surg, 1988;54:287-9
5. ↑  Hall KA, Peters B, Smyth SH et al. Abdominal wall hernias in patients with abdominal aortic aneurysmal versus aortoiliac occlusive disease, Am J Surg, 1995;170:572-5
6. ↑  Girotto JA, Malaisrie SC, Bulkely G, Manson PN, Recurrent ventral herniation in Ehlers-Danlos syndrome, Plast Reconstr Surg, 2000;106:1520-6
7. ↑  Klinge U, Binnebosel M, Mertens PR, Are collagens the culprits in the development of incisional and inguinal hernia disease?, Hernia, 2006;10:472-7
8. ↑  Henriksen NA, Yadete DH, Sorensen LT, Agren MS, Jorgensen LN, Connective tissue alteration in abdominal wall hernia, Br J Surg, 2011;98:210-9
9. ↑  Carlson MA, Ludwig KA, Condon RE, Ventral hernia and other complications of 1000 midline incisions, South Med J, 1995;88:450-3
10. ↑  van ‘t Riet M, Steyerberg EW, Nellensteyn J, Bonjer HJ, Jeekel J, Meta-analysis of techniques for closure of midline abdominal incisions, Br J Surg, 2002;89:1350-6
11. ↑  Millbourn D, Cengiz Y, Israelsson LA, Effect of stitch length on wound complications after closure of midline incisions: a randomized controlled trial, Arch Surg, 2009;144:1056-9
12. ↑  « «Koh-Lanta» : grave blessure pour Sara, victime d’une éventration abdominale », sur tvmag.lefigaro.fr, 23 mars 2020 (consulté le 28 mars 2020)